# Percina caprodes
Percina caprodes is een straalvinnige vissensoort uit de familie van de echte baarzen (Percidae). De wetenschappelijke naam van de soort werd voor het eerst geldig gepubliceerd in 1818 door Constantine Samuel Rafinesque.